# Tango, no me dejes nunca
Tango, no me dejes nunca é um filme de drama argentino de 1998 dirigido e escrito por Carlos Saura. Foi indicado ao Oscar de melhor filme estrangeiro na edição de 1999, representando a Argentina.

## Elenco
- Miguel Ángel Solá - Mario Suárez
- Mía Maestro - Elena Flores
- Cecilia Narova - Laura Fuentes
- Juan Luis Galiardo - Angelo Larroca
- Juan Carlos Copes - Carlos Nebbia
- Carlos Rivarola - Ernesto Landi
- Sandra Ballesteros - María Elman
- Óscar Cardozo Ocampo - Daniel Stein
- Enrique Pinti - Sergio Lieman
- Julio Bocca - Julio Bocca
- Martín Seefeld - Andrés Castro